# ニコラ・ヴェントラ
ニコラ・ヴェントラ（Nicola Ventola, 1978年5月24日 - ）は、イタリア、グルーモ・アップラ出身の元サッカー選手。現役時代のポジションはフォワード。スピードと的確なポジショニング、打点の高いヘディングを持ち味とする。

## 経歴
イタリア南部の育成の名門、ASバーリで1994年にプロデビューを飾り、得点を重ねてクラブのA昇格に貢献するなど早くから才能を見せつける。1998年にはインテル・ミラノへ移籍するも、出場機会は少なくレンタル移籍を繰り返す。2001-02シーズンはインテルへ復帰し、モハメド・カロンと共にチームを牽引するが、徐々に出場機会を減らす。
2003-04シーズンよりACシエナへ移籍、2004-05シーズンには自身初となる海外でのプレーとなった、イングランドのクリスタル・パレスFC（当時プレミアリーグ所属）へ移籍するが結果を残せなかった。2005-06シーズンにはイタリアへ復帰してアタランタBCにて復活を遂げ、自己ベスト記録の15ゴールをマークし、アタランタの昇格に貢献した。しかし翌シーズンはリッカルド・ザンパーニャの好調でベンチ要員に降格してしまう。
2007-08シーズンには古豪復活を謳うトリノFCに移籍、エースとして期待されたが4ゴールと不振に終わった。2008-09シーズンで契約満了となった。
2009-10シーズンからノヴァーラ・カルチョに移籍し、1年目こそは17試合・4ゴールとやや物足りないものの、チームのセリエB昇格に貢献した。しかし2年目は9試合に出場したが、得点を挙げることはできず、全面開花できぬまま2011年2月11日、現役引退を表明した。

## 所属クラブ
- ASバーリ　1994-1998
- インテル・ミラノ 1998-2005
  - →  ボローニャFC（レンタル移籍） 1999-2000
  - →  アタランタBC（レンタル移籍） 2000-2001
  - →  ACシエナ（レンタル移籍） 2003-2004
  - →  クリスタル・パレスFC（レンタル移籍） 2004-2005
- アタランタBC 2005-2007
- トリノFC 2007-2009
- ノヴァーラ・カルチョ 2009-2011

### 主な経歴
- アタランタBC
  - セリエB優勝：1回（2005-2006）
- イタリア代表U-21 
  - UEFA U-21欧州選手権優勝：1回（2000）
- イタリア代表U-23
  - 地中海競技大会優勝：1回（1997）